# Timor Oriental en los Juegos Paralímpicos de Londres 2012
Timor Oriental estuvo representado en los Juegos Paralímpicos de Londres 2012 por un deportista masculino. El equipo paralímpico timorense no obtuvo ninguna medalla en estos Juegos.